# Thermobiotes
Thermobiotes is een monotypisch geslacht van straalvinnige vissen uit de familie van kuilalen (Synaphobranchidae).

## Soort
Thermobiotes mytilogeiton Geistdoerfer, 1991